# Santuario Don Bosco de Brasilia

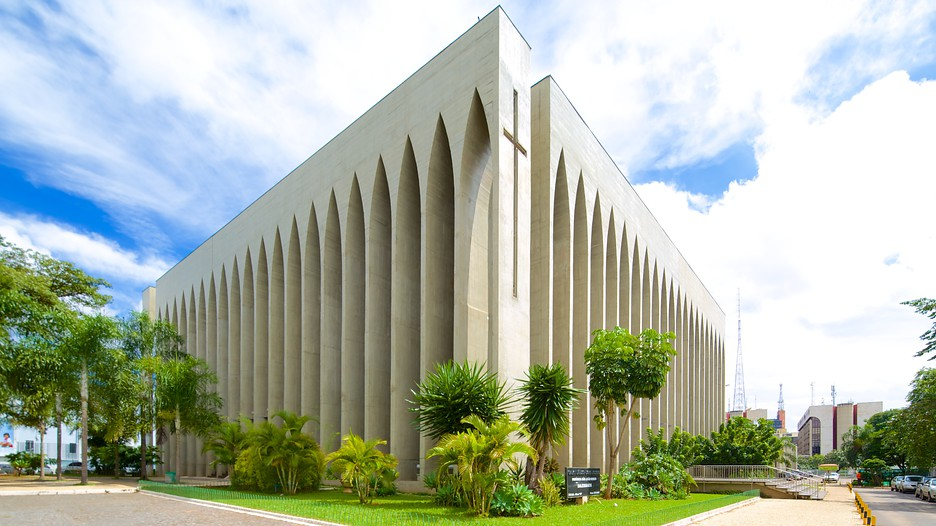
Exterior de Santuario Don Bosco

El Santuario Don Bosco es una de las más conocidas iglesias de Brasilia. Fue creado por el arquitecto Carlos Alberto Naves y es una de las imágenes más frecuentes en las tarjetas postales de la ciudad.
Construido en homenaje al patrón de Brasíxlia, San Juan Melchior Bosco, por la iniciativa de la Congregación Salesiana en parceria con el gobierno federal.Por inspiración del sueño de Don Bosco a respecto de Brasilia también se construyó una ermita delante del Lago Paranoá llamada Ermita Don Bosco en el punto exacto de las coordenatas con las que ha soñado.

## Historia
La construcción del santuario empezó en 1963 y terminó en mayo de 1970. Está ubicada cerca del centro del Plan Piloto.
El santuario fue elegido como una de las siete maravillas de Brasilia en 2008 por el Bureau Internacional de Capitales Culturales (IBOCC).

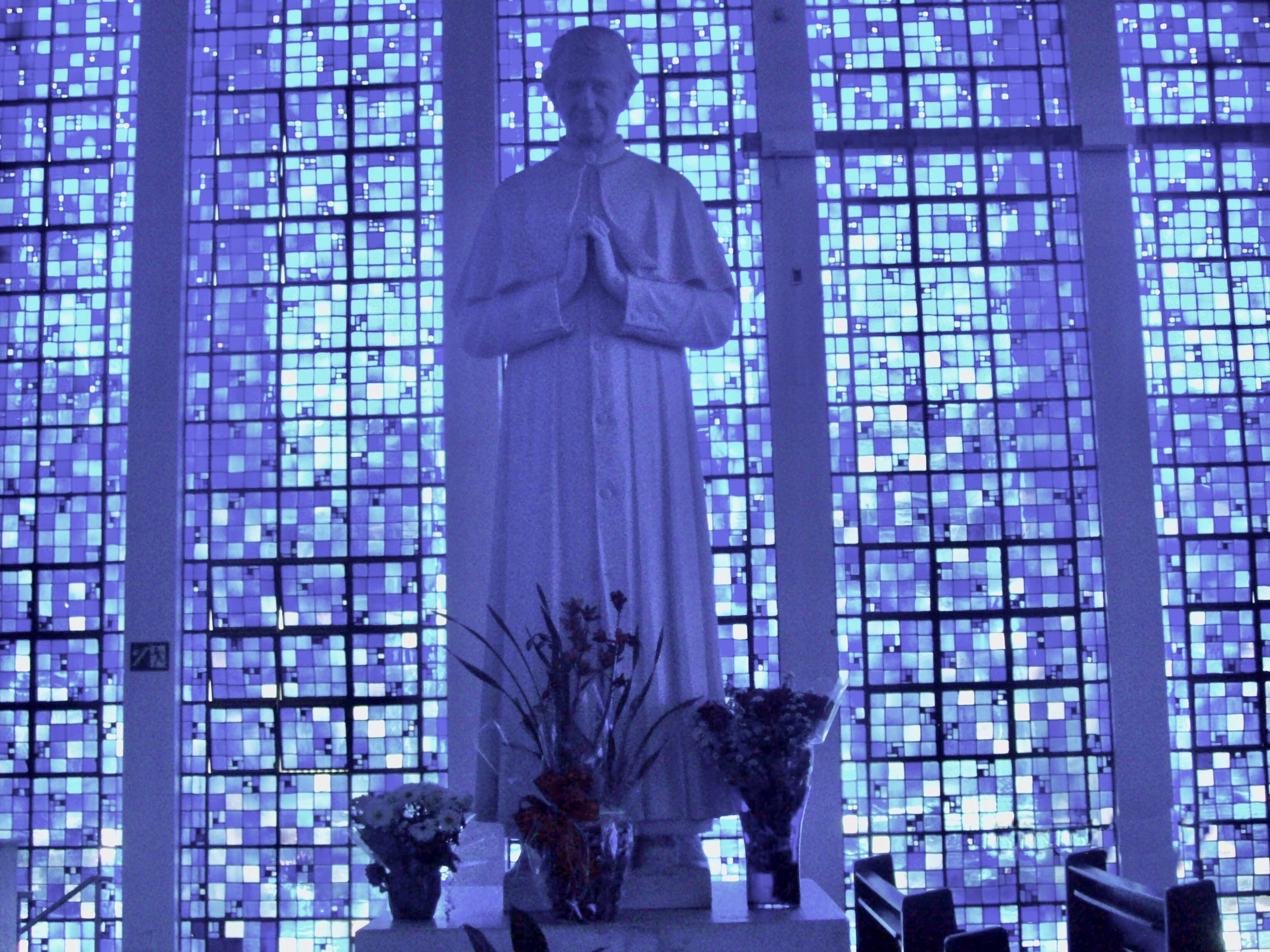
Estatua de Don Bosco con las vidrerias azules al fondo

### Reliquia de Don Bosco
En 2016 el superior general de la congregación donó una de las urnas reales de Don Bosco que está permanentemente en el Santuário de Brasilia. El motivo de la donación fue la ligación de Don Bosco con la ciudad. Eso pasó porque en 2015 se celebraron los 200 años del nacimiento de Don Bosco, por la organización de la Congregación Salesiana. Una urna-replica, de la que contiene los restos mortales del santo en Italia, hizo una peregrinación por muchos países para difundir los principios de los Salesianos.

## Estructura del Santuario

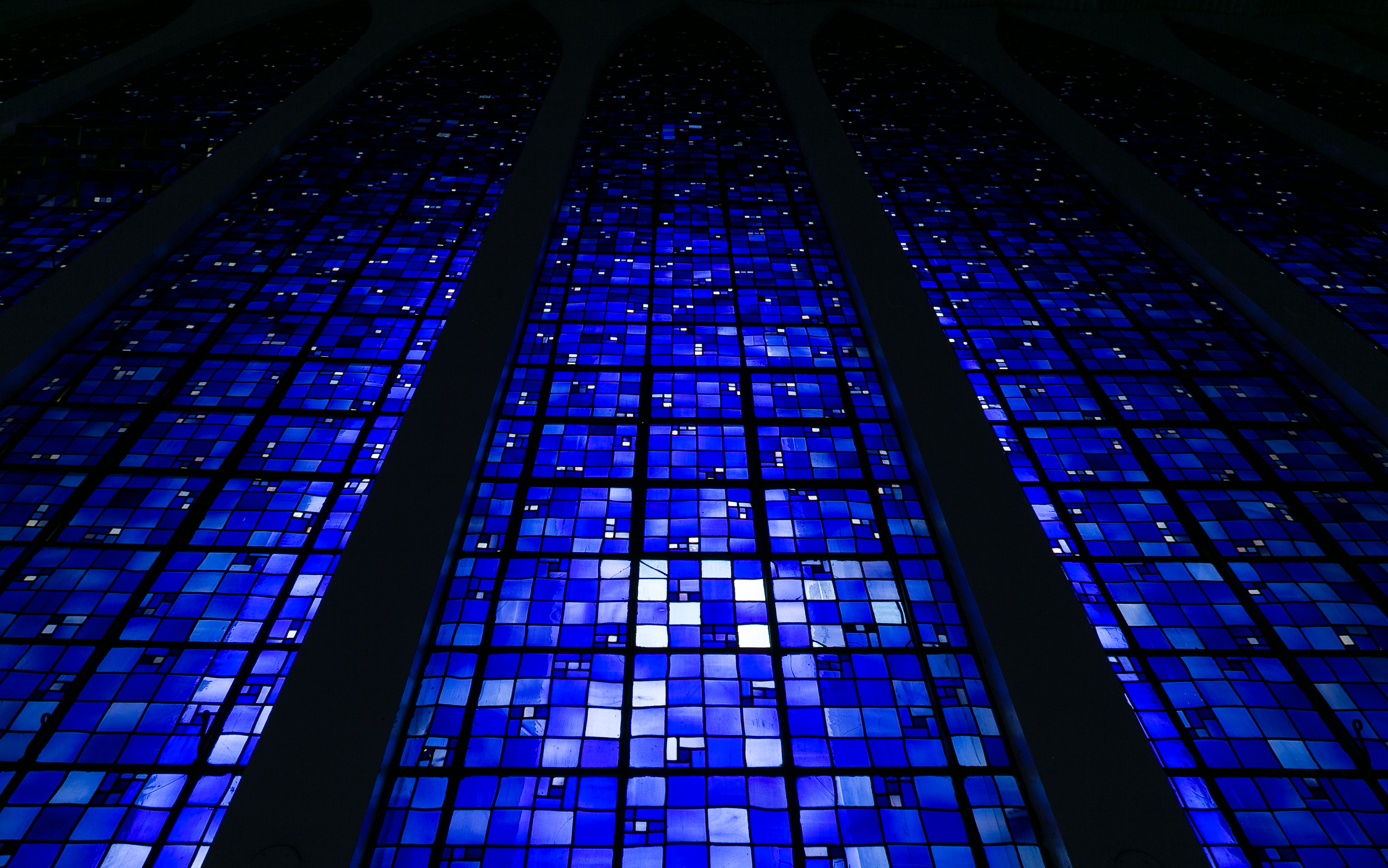
Las vidrerias del Santuario Don Bosco

El exterior del Santuario está hecho todo en concreto en el estilo gótico. Formado por 80 columnas de 16 metros y vidrerias con 12 tonalidades de azules distintos que coloran el interior del Santuário proyectado por el arquitecto Cláudio Naves.
Hay doce portales entallados en bronce hechos por el artista brasileño Gianfrancesco Cerri.

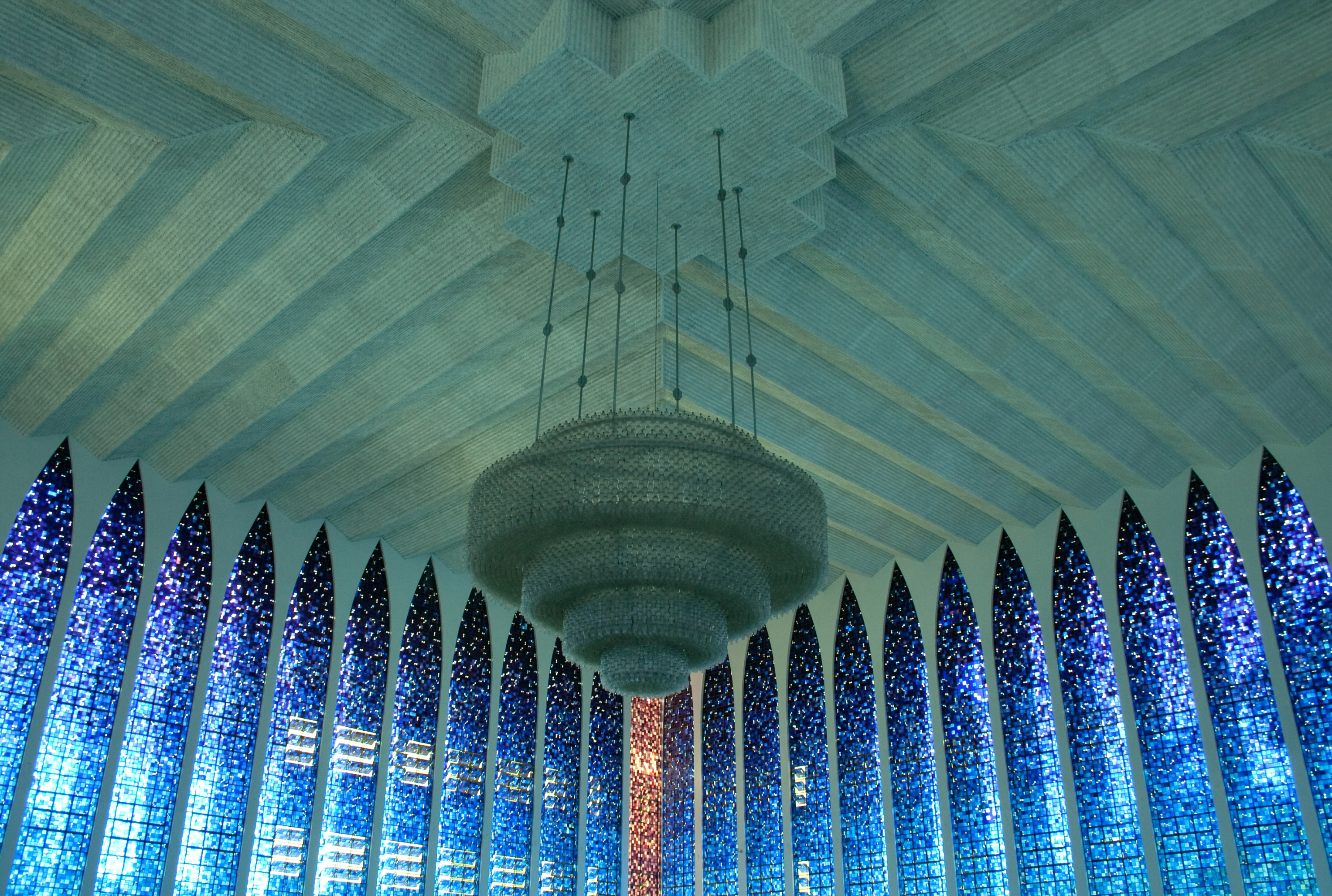
Luminária al centro del Santuario Don Bosco

En el centro del Santuário hay una luminaria de vidro que ilumina todo el salón, proyectado por el arquitecto brasileño Alvimar Moreira para ser la única iluminación cuando es noche.

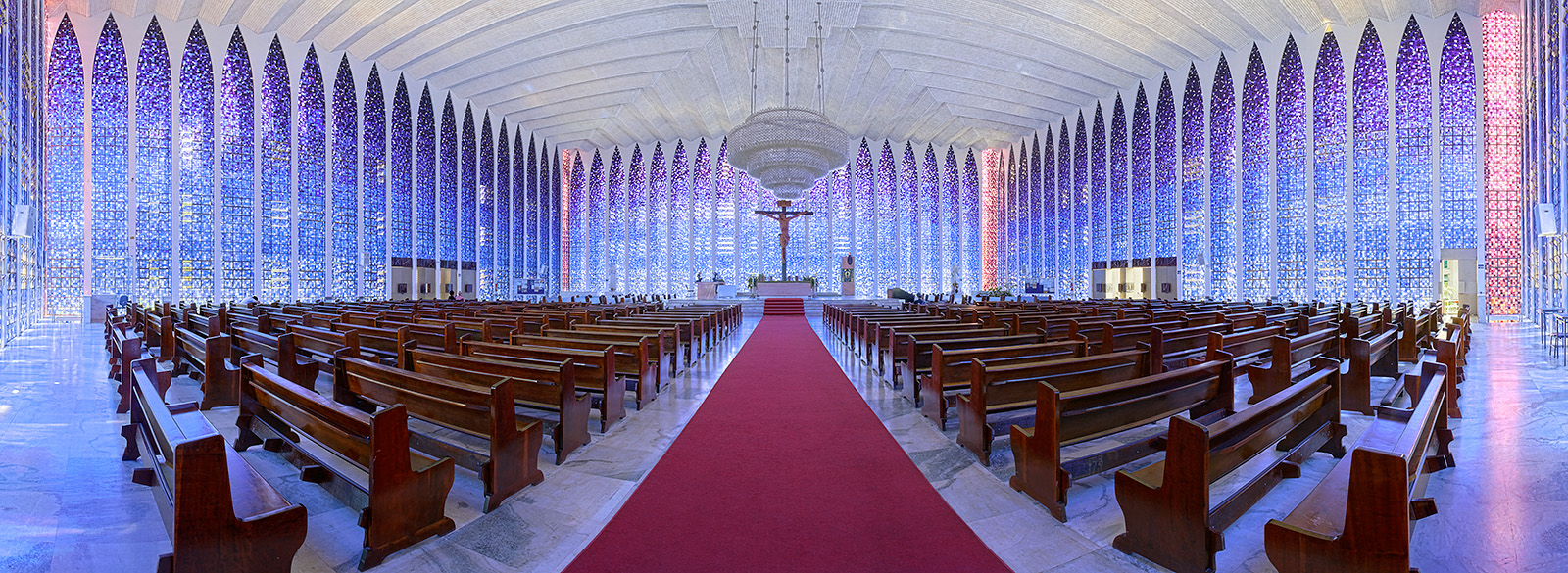
Panorama del interior del Santuario Don Bosco